# Samir Guezzaz
Samir Guezzaz (* 1. September 1980) ist ein marokkanischer Fußballschiedsrichter.
Seit 2016 steht er auf der Liste der FIFA-Schiedsrichter und leitet internationale Fußballpartien.
Guezzaz war bislang bei zwei Afrika-Cups im Einsatz. Beim Afrika-Cup 2022 in Kamerun und beim Afrika-Cup 2024 in der Elfenbeinküste leitete er jeweils ein Gruppenspiel. Zudem wurde er beim Afrika-Cup der Frauen 2022 in Marokko als Videoschiedsrichter eingesetzt.